# Callejón de Huaylas

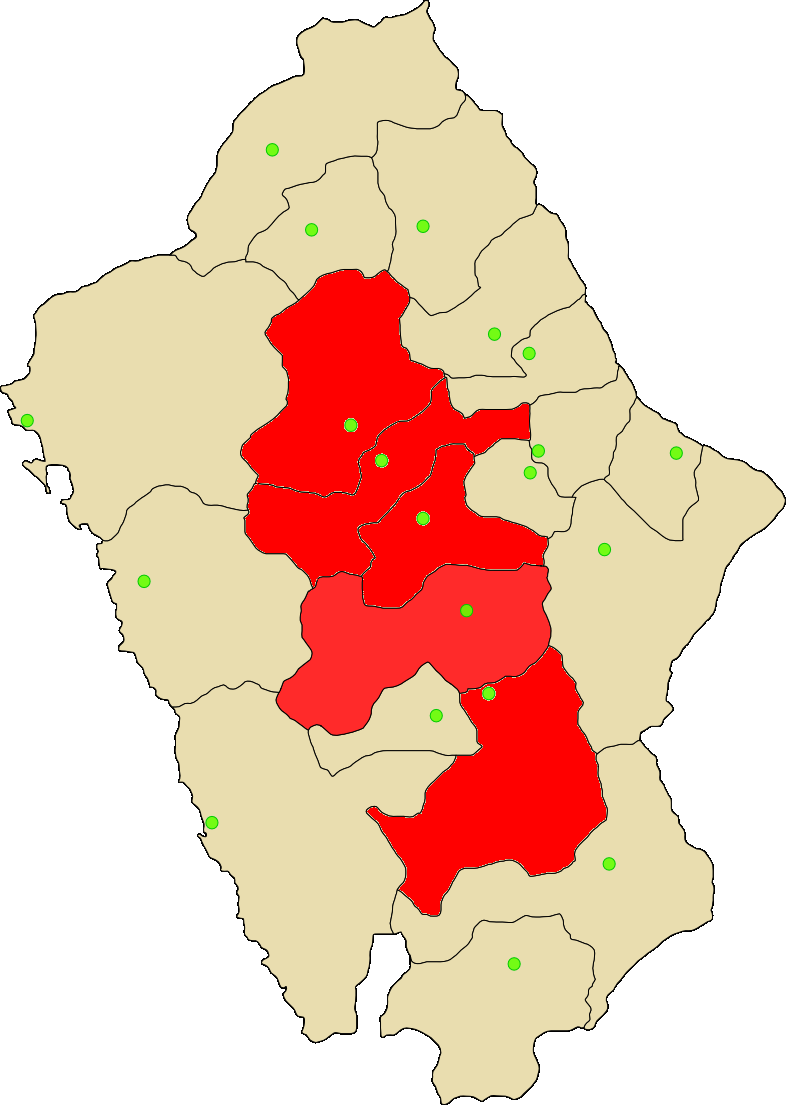
Provincias que conforman el Callejón de Huaylas

El Callejón de Huaylas o Valle del Santa es un estrecho y alargado valle aluvial de la Cordillera de los Andes (Departamento de Ancash, Perú), formado por el recorrido del río Santa desde su origen en la laguna altoandina de Conococha hasta el Cañón del Pato. Este valle está rodeado por la Cordillera Negra al oeste y la Cordillera Blanca al este; esta última es la cadena montañosa tropical más elevada del planeta con cimas superiores a los 6000 m de altitud cubiertas de hielo y nieve, mientras que la Cordillera Negra alberga montañas de hasta 5100 m s. n. m, las que se caracterizan por no presentar nieves, aunque en los meses más fríos se acumulan en algunas de sus cimas grandes depósitos de granizo y escarcha que le dan una tonalidad blanquecina.
Esta subregión está conformada por las provincias de Huaraz, Huaylas, Yungay, Carhuaz y Recuay. Sus 366 081 habitantes conforman el 30 % de la población regional, el territorio comprende rangos altitudinales desde los 1000 hasta los 6757 m s. n. m.
El río Santa continúa su curso hasta su desembocadura en el Océano Pacífico, pero el sector inferior no se considera como parte del Callejón de Huaylas. La importancia del río es capital para el desarrollo de las actividades económicas que mantienen a los pueblos y ciudades de los alrededores. En los últimos años se está acentuando el problema de contaminación del río, en especial en las inmediaciones de la ciudad de Huaraz.

## Ubicación
El Callejón de Huaylas se extiende por 150 km en la región Áncash en Perú. El río Santa corre a lo largo del fondo del valle en dirección noroeste. El extremo sur del valle comienza a 4000 m sobre el nivel del mar y desciende hasta los 2000 m en su extremo norte, pasando por la ciudad de Caraz, donde el río Santa sale del valle. Está bordeado por dos cadenas montañosas, la Cordillera Blanca nevada al este, donde muchos picos escalables cuentan con nieve durante todo el año por encima de los 5000 m, y la Cordillera Negra al oeste, llegando a más de 4000 m, pero por lo general no recibe nieve ya que está expuesta a los vientos cálidos de la costa en su flanco occidental. El Nevado Huascarán (6746 m), el pico más alto del Perú, se encuentra en la Cordillera Blanca sobre el pueblo de Yungay.

## Historia
El Callejón de Huaylas tiene una rica historia que se remonta a miles de años. Relativamente poco sobrevive del período precerámico en esta región, pero el trabajo moderno de Thomas F. Lynch y su equipo ha sugerido una civilización que se integró con las culturas que vivían en la llanura costera. El Callejón contiene, a poca distancia, muchas de las principales ecozonas de los Andes, y Lynch sugiere que esto habría permitido una considerable diversidad de ocupaciones. La cueva de Guitarrero, en las laderas orientales de la Cordillera Negra, sirve como uno de los principales sitios precerámicos de la región. En su interior, Lynch y su equipo tienen muchas especies de plantas conservadas documentadas, incluidas variedades de maíz domesticado y material vegetal de especies exclusivamente costeras. La datación por radiocarbono de estos restos orgánicos demuestra que la habitación humana de la cordillera tiene al menos 10,000 años, y quizás incluso más. En otra parte, el sitio precerámico de Quebrada Parón en el Callejón norte contiene evidencia de trabajo complejo de piedra y uso continuo durante miles de años como taller de piedra.
Si bien estas civilizaciones precerámicas lo preceden, el desarrollo de la Cultura Chavín en Chavín de Huántar es a menudo el primero que se discute debido a la importancia del sitio. Chavín de Huántar es un complejo ceremonial en ruinas ubicado en un paso entre la zona de Conchucos y el mismo Callejón de Huaylas. Su elevación relativamente baja le da acceso a los muchos biomas cercanos, desde el bosque tropical hasta los picos de las montañas y la región costera. Chavín de Huántar se desarrolló a lo largo de varios cientos de años, desde el 900 a. C. hasta el 200 a. C., antes de desaparecer más tarde del registro. Su influencia se extendió desde el Callejón de Huaylas a cientos de kilómetros de distancia, hasta los Valles de Jequetepeque y Lambayeque, como lo demuestra la alfarería y construcción de estilo chavín que se encuentran en estos sitios. En la lejana Karwa, hay textiles de estilo Chavín, lo que demuestra el alcance cultural de Chavin. Chavín también sirvió como centro religioso y de peregrinaje, y vemos culturas lejanas, como Pacopampa y Kuntur Wasi, cambiando la arquitectura y la artesanía de sus templos para reflejar el nuevo culto Chavín. El arte chavín incluye diseños como jaguares, caimanes y otros animales de la selva, dando a entender que la red Chavín se extendía muy lejos de su hogar en el Callejón de Huaylas, hasta las costas y la selva más allá.
Comenzando alrededor del 200 a. C., Chavín de Huántar se desvaneció de su preeminencia anterior y pronto fue abandonado por completo y habitado principalmente por ocupantes ilegales. Desde este punto hasta alrededor del 600 d. C., conocido por los antropólogos como el Período Intermedio Temprano, la región que rodea el Callejón de Huaylas descendió a lo que los arqueólogos han descrito como una 'edad oscura'. Donde antes, los asentamientos se distribuían entre valles y a lo largo de los valles de los ríos, ahora se concentraron en las cimas de las colinas y en posiciones defendibles, insinuando una nueva ola de guerra en la región. La siguiente cultura importante que surgió aquí fue la cultura Recuay, que se atestigua por primera vez en el registro alrededor del año 250 d. C. Los asentamientos de Recuay siguen la tendencia de defensa y se posicionan en posiciones estratégicas para dominar el Valle del Santa. Ejemplos de este estilo distintivo incluyen los sitios de Chinchawas, Pashash, Honco Pampa, Huacarpón y Yayno. El estilo de la cerámica Recuay representa algo completamente nuevo, distinto de sus predecesores Chavín. Se basa en el uso distintivo de arcilla de caolín y estilos de pintura complicados, rojos, blancos y negros. La cultura Recuay también tuvo un estilo funerario subterráneo característico.
Finalmente, alrededor del año 600 d. C., los Andes comenzaron a unificarse culturalmente una vez más en el Horizonte Medio. Durante esta época, dos grandes culturas llegaron a dominar: la Wari y la Tiwanaku, en el norte y el sur, respectivamente. En el Callejón de Huaylas, los Wari cobraron protagonismo, y la primera evidencia de ello es en estilo funerario. Cuando comenzó la transición Recuay-Wari, el registro demuestra un cambio del estilo funerario subterráneo al estilo Chullpa de la superficie. Después de un tiempo significativo de mezcla, estas tumbas comenzaron a contener cerámica en estilo Wari. El sitio Marca Jirca, al este de Huaraz, contiene un buen ejemplo de esto. Aquí se encuentra una colección de jarrones de estilo Wari dentro de una Chullpa enterrada intencionalmente. En otra parte del Callejón de Huaylas, en Honco Pampa, hay evidencia de templos Wari, cerámica e incluso construcción de carreteras a lo largo de una importante avenida de entrada y salida del Valle Santa, que varios arqueólogos han presentado como evidencia de la naturaleza imperial del control Wari. A estas alturas, sin embargo, parece claro que el Callejón había perdido la mayor parte de su influencia cultural y había sido relegado a una provincia dentro del horizonte Wari. Sin embargo, la mayoría de las pruebas apuntan al hecho de que los wari dejaron la región para ser predominantemente autónoma. Para el siglo XI d. C., la influencia Wari se había desvanecido de la región, y todo el Perú premoderno descendió una vez más a un Período Intermedio.
El Período Intermedio Tardío representa un regreso al regionalismo a pequeña escala y una escasez de cualquier control unificador importante. Desafortunadamente, se han estudiado muy pocos entierros y artefactos de este período del Callejón de Huaylas. Uno de los descubrimientos mejor atestiguados, de 21 piezas de cerámica de Coscopunta, sugiere, sin embargo, que el comercio regional todavía se estaba llevando a cabo. La cerámica comparte un gran parecido con la cerámica de estilo Casma de los valles costeros de Chao y Huarmey. Ambos estilos contienen cuellos de jarra y líneas decorativas de círculos alrededor de sus bordes. Melissa Vogel ha sugerido que esto es evidencia de un estado más amplio que unificó el Callejón de Huaylas con las regiones costeras, pero hay poca otra evidencia de esto. Sin embargo, está claro que la colección Coscopunta comparte gran parte de su diseño con otras alfarerías de origen local de los alrededores del Callejón de Huaylas y la zona de Conchucos, lo que sugiere que el comercio y el contacto intercultural continuó al menos a nivel regional. Por ejemplo, George Lau demuestra una similitud entre la cerámica de Coscopunta y la de las cercanas Chinchawas y Carhuaz.
A partir de este punto, el Callejón de Huaylas pierde importancia en el registro arqueológico y no se menciona en las discusiones sobre el Horizonte Tardío y el ascenso de los Incas.
José de San Martín y Simón Bolívar utilizaron el valle como base durante las Guerras de Independencia por su valor estratégico.
En 1885, Pedro Pablo Atusparia fue el líder de un levantamiento campesino en el valle.
El 31 de mayo de 1970, un deslizamiento de tierra causado por el terremoto de Áncash sepultó la ciudad de Yungay y mató a 25 000 personas. Solo sobrevivieron 92 personas, la mayoría de las cuales se encontraban en el cementerio y el estadio en el momento del terremoto. La capital regional, Huaraz, así como Caraz y Aija fueron parcialmente destruidas.
Ubicado en el Callejón de Huaylas, el Parque Nacional Huascarán fue designado Reserva Mundial de la Biosfera por la UNESCO en 1977 para proteger la flora, fauna y sitios arqueológicos locales.

## Población
La población del Callejón de Huaylas es principalmente quechua y andinos de habla hispana, la mayoría de ellos agricultores de pequeña escala y de subsistencia que viven en pueblos de montaña, mezclados con mestizos de habla hispana en los pequeños pueblos y ciudades a lo largo del río Santa. Los mestizos más ricos dominan política y económicamente, pero la migración, la educación y el turismo han traído cambios en la población en las últimas décadas.
La mayoría de las familias quechuas se adhieren a las formas tradicionales de comida, música y vestimenta, y por lo general, crían conejillos de indias y otros animales de granja. Aunque los hombres han adoptado típicamente pantalones modernos, camisas con cuello y suéteres, las mujeres quechuas continúan usando llikllas y faldas de colores en capas llamadas polleras en español. Tanto hombres como mujeres usan llanqi, sandalias al estilo tradicional, aunque ahora están hechas de caucho reciclado de neumáticos de automóvil. 

### Demografía
| Puesto | Provincia | Capital | Extensión (km²) | Población | Densidad (hab/km²) |
| ------ | --------- | ------- | --------------- | --------- | ------------------ |
| 1      | Huaraz    | Huaraz  | 2772            | 147 463   | 22,58              |
| 2      | Yungay    | Yungay  | 914             | 54 963    | 11,80              |
| 3      | Huaylas   | Caraz   | 1456            | 53 729    | 24,78              |
| 4      | Carhuaz   | Carhuaz | 731             | 43 902    | 32,12              |
| 5      | Recuay    | Recuay  | 624             | 19 102    | 36,19              |

## Cambio climático

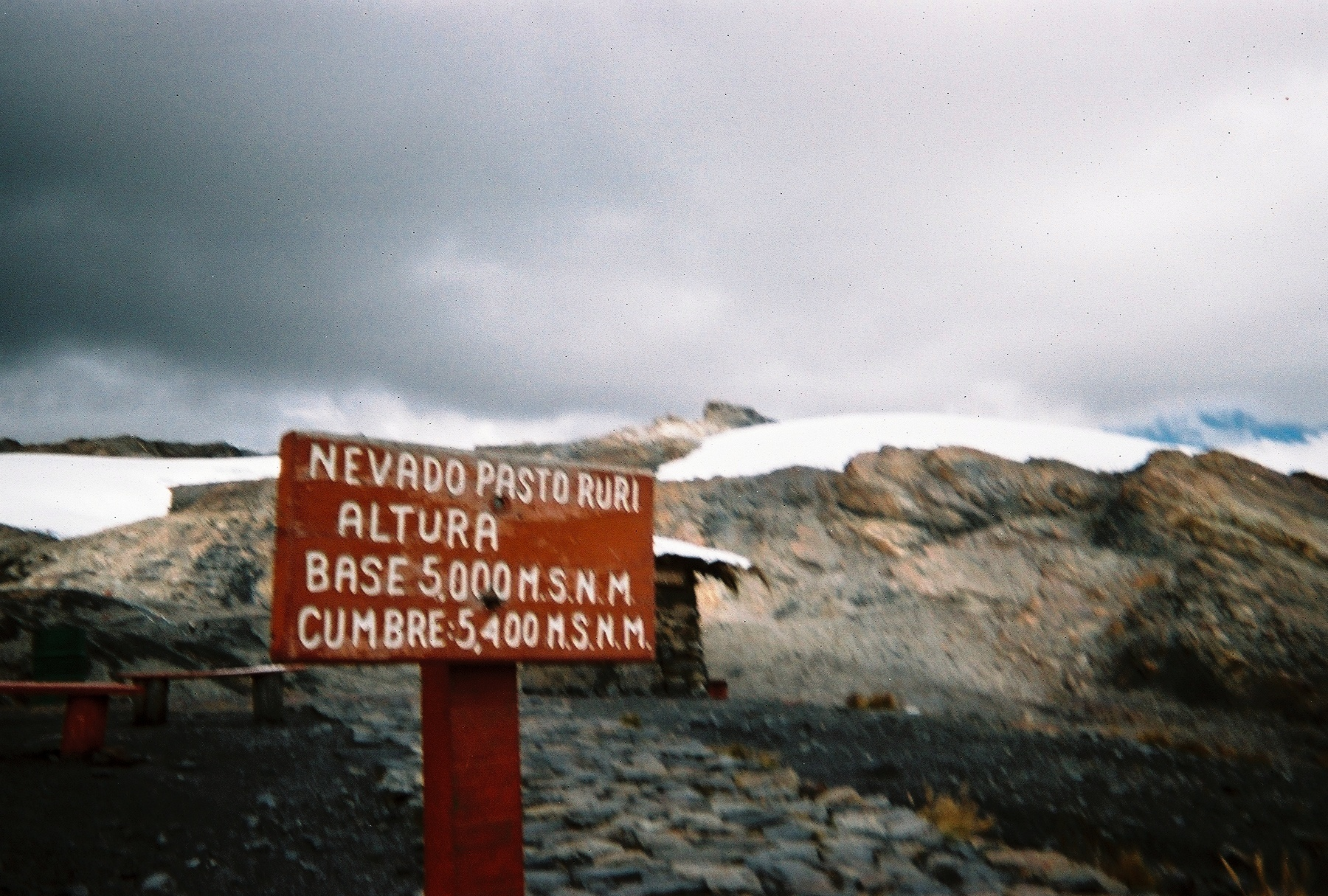
El glaciar Pastoruri en retroceso.

El clima en el valle es subtropical y seco. La temporada de lluvias dura de octubre a abril, tiempo durante el cual puede llover casi todas las tardes. La temperatura media anual es de 16,6 °C durante el día y de 12,6 °C durante la noche.
A medida que las estaciones lluviosas se vuelven menos lluviosas y las estaciones secas se vuelven más cálidas y secas, el cambio climático se ha convertido en un tema muy preocupante para el gobierno peruano. A medida que los glaciares continúan retrocediendo, existe mucha preocupación de que muchos glaciares, como el popular sitio turístico Pastoruri, desaparezcan en tan solo 20 años. Esto amenazará la existencia misma de muchas ciudades que dependen de la escorrentía de los glaciares como su principal fuente de agua y probablemente conducirá a una mayor migración a las ciudades a medida que los ríos glaciares se sequen.
Además, a medida que la región se calienta, los parásitos como los mosquitos pueden sobrevivir a la temporada de lluvias y vivir a altitudes cada vez más elevadas que antes eran inhabitables para ellos. Estas tendencias representan un peligro para la salud pública en la región y probablemente también contribuirán a las presiones sobre el gobierno para abordar el entorno cambiante del Callejón de Huaylas.

## Turismo
El valle es un excelente destino turístico tanto para peruanos como para extranjeros, y la ciudad de Huaraz alberga una variedad de agencias de turismo locales que organizan viajes a las principales atracciones. Los turistas vienen principalmente para practicar senderismo y montañismo, aunque la región también ofrece oportunidades para deportes de aventura como esquí, parapente y rafting, así como arqueología y botánica.
Las ruinas preincas como las de Chavín de Huántar, una reliquia de la cultura Chavín que se extendió entre el 900 y el 300 a. C., se han conservado y estudiado y constituyen una importante atracción turística.

## Andinismo
La temporada de escalada coincide con el verano en el hemisferio norte, ya que la estación seca se extiende aproximadamente de mayo a septiembre. Se han abierto y detallado múltiples rutas de escalada en la mayoría de los picos de la Cordillera Blanca, que varían en dificultad de E a ES, y la Asociación de Guías de Huaraz guía a escaladores de todos los niveles a prácticamente cualquier pico de la región.
Debido al calor tropical del Callejón, la línea de nieve se encuentra por encima de los 5000 m durante la estación seca. La mayoría de las subidas entre 5000 m y 6000 m se realizan normalmente en dos días: un día de aproximación y un día de cumbre. El Nevado Huascarán, el pico más alto de la cordillera, se escala típicamente en tres días por una variedad de rutas.
Hay muchos ascensos difíciles en la región y muchos han muerto en los picos de la Cordillera Blanca. Las condiciones de nieve en el área son diferentes a las del resto del mundo, y muchos escaladores sin experiencia intentan escalar más allá de sus posibilidades o sin dedicar el tiempo suficiente para aclimatarse debido a la relativa facilidad técnica de algunos de los picos menores. Aunque los precios de los servicios de guía pueden parecer altos en comparación con los precios generales de las cosas en Perú, son más bajos que en otras regiones de escalada del mundo y son una forma importante de minimizar el riesgo.

## Geografía
El Callejón de Huaylas es un valle interandino del río Santa, ubicado en la parte central de la región Ancash. Forma un ecosistema único en el país y de gran belleza por sus importantes nevados, lagunas, campos cultivados y pueblos pintorescos. Dentro del Callejón de Huaylas se ubica el nevado de mayor altura, el Huascarán, cuyo pico sur llega a los 6757 m s.n.m.
Las vertientes pronunciadas se caracterizan por tener tres orientaciones: oriental (representada por las estribaciones y flancos de la Cordillera Blanca que miran hacia el Marañón), central (representada por las vertientes de ambas cordilleras que enmarcan el Valle del Santa), y occidental (representada por las estribaciones y vertientes más altas de la Cordillera Negra que miran hacia el Pacífico), constituyendo estas últimas el límite con la zona de desiertos costeros.
La topografía del sector de vertientes pronunciadas corresponde a pendientes muy fuertes en la zona de quebradas y de pendientes fuertes a moderadas en las laderas utilizadas para los cultivos. La pendiente es suave en las zonas donde se han formado terrazas relacionadas con procesos fluviales de aluvión; utilizando estas áreas para el desarrollo de centros poblados, así como para la agricultura intensiva.

### Orografía

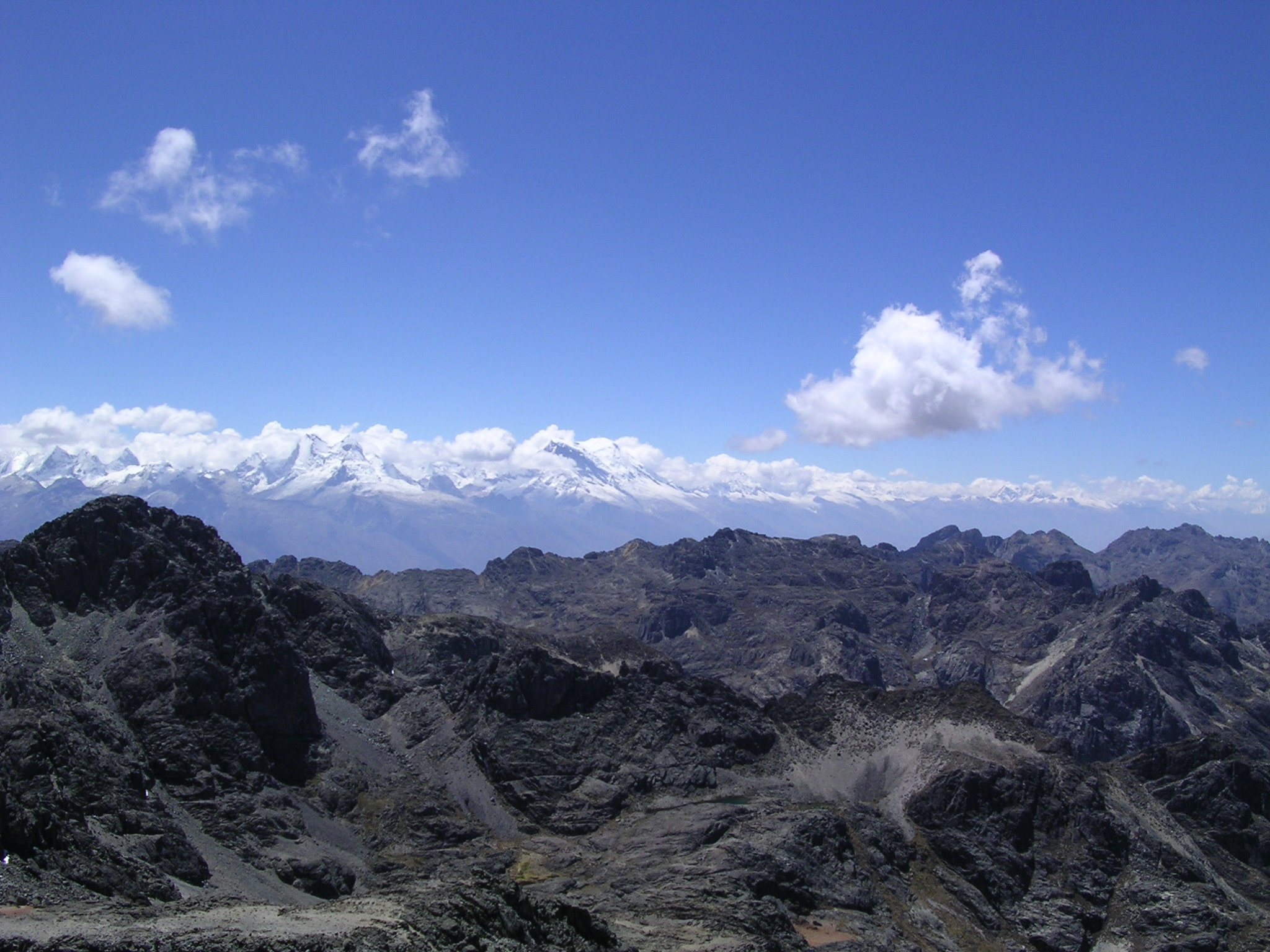
Cordillera Blanca vista desde la Cordillera Negra, entre ambas se intuye el Callejón de Huaylas.

El territorio del Callejón de Huaylas presenta una morfología variada, de semiplana a accidentada, con gran variedad de paisajes naturales de montaña debido a la presencia de la cordillera de los Andes. Hacia el sur de la laguna de Conococha, en la línea de cumbres del cerro Yarpun, la Cordillera de los Andes se divide en dos ramales, Cordillera Blanca y Cordillera Negra, con un recorrido en forma paralela hacia el noroeste, para volver a encontrarse en las alturas de la provincia de Corongo (cercanías del nevado Pacta a 5000 m s.n.m), en el llamado Cañón del Pato, de gran interés turístico y geográfico, y donde se encuentra una importante caída de agua del río Santa.
A la Cordillera Blanca se le denomina así por las nieves perpetuas que presenta, glaciares que se extienden por cerca de 180 km de longitud, desde el nevado de Tuco en el sur hasta las cercanías del nevado Champara en el norte; los que en su gran mayoría se han formado sobre la amplia e irregular masa ígnea de granodiorita que quedó expuesta, llegando a cotas superiores a los 6000 m s.n.m. La Cordillera Negra, llamada así por carecer de nevados y glaciares, presenta altitudes por debajo de los 5000 metros, cuya función de “barrera de contención climática” permite que se forme la cordillera tropical de nevados más alta del mundo.
Al interior de la zona de cordilleras, las características geológicas son complejas y guardan relación con los procesos de compresión generados por el choque de las placas de Nazca y Sudamérica. Así mismo, los materiales geológicos han sido tan meteorizados y erosionados que en ella encontramos claramente definidos dos subconjuntos: el Callejón de Huaylas y las vertientes pronunciadas.

### Hidrografía
La Cuenca del río Santa, que es la más importante de la vertiente del Pacífico; tiene sus nacientes en el nevado Tuco, al sur de la Cordillera Blanca. En sus orígenes se llamaba quebrada de Tuco, que vierte sus aguas sucesivamente en la laguna de Aguash y Conococha. De esta última salen las aguas con el nombre de río Santa, que recorre de sur a norte, formando el valle denominado Callejón de Huaylas, cuya población se concentra en ciudades importantes ubicadas en su margen derecha: Huaraz, Carhuaz, Yungay y Caraz y en la margen izquierda Recuay. Este río recibe la afluencia de 23 ríos importantes de la Cordillera Blanca. La Cordillera Blanca alberga más de 600 bellas lagunas.
Al concluir el Callejón de Huaylas, el Santa ingresa a un importante valle en garganta denominado “Cañón del Pato”, de gran atractivo turístico, que se inicia a 2000 m s.n.m. en la Hacienda Pato y concluye en Huallanca a 1400 m donde se ha construido la central hidroeléctrica de este nombre.